# Brachmühle

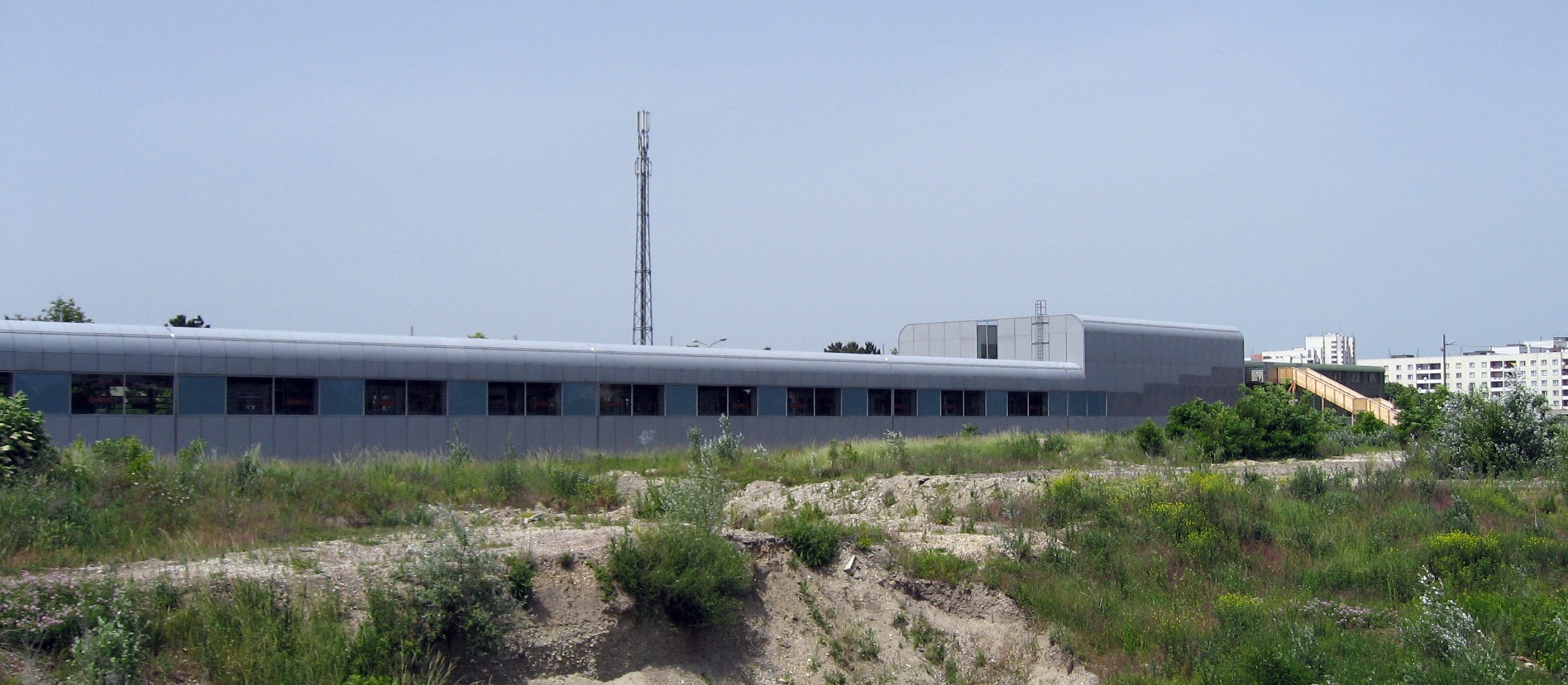
Ein Teil der Brachmühle, dahinter die U-Bahn-Station Aderklaaer Straße

Die Brachmühle war ein unbebautes Areal in Wien-Floridsdorf.

## Geschichte
Bis ins 20. Jahrhundert befand sich an dieser Stelle das Werk 20 der im Zuge des Deutschen Krieges errichteten Verteidigungslinien im Nordosten Wiens.
Das 30.000 m² große Areal wurde im Jahr 2005 von der SET Projektentwicklungsgesellschaft an den Bauherrn Georg Stumpf verkauft, der dort nach dem Vorbild seines Millennium Towers einen Komplex mit Wohnungen, Shops und Freizeitaktivitäten errichten wollte. Trotz erfolgter Baugenehmigung kam es jedoch jahrelang nicht zur Umsetzung des Projekts.
Im Frühling 2008 kam es zur Besetzung der Brachmühle, das Gelände sollte „der Bevölkerung zurückgeben“ werden. Weiters wurde die Schaffung von „unkommerziellen Freiräumen“ gefordert.
Bis Frühjahr 2015 wurden unter dem Projektnamen Citygate 58 freifinanzierte Eigentumswohnungen, 322 geförderte Mietwohnungen sowie 613 m² Büroflächen und ein Einkaufszentrum mit etwa 43 Shops errichtet.

## Lage
Das Gebiet befindet sich im Bereich der Aderklaaer Straße, Seyringer Straße, Julius-Ficker-Straße und dem Holzmannweg. Im Westen grenzt es unmittelbar an die U-Bahn-Station Aderklaaer Straße der Linie U1.